# 喊话器

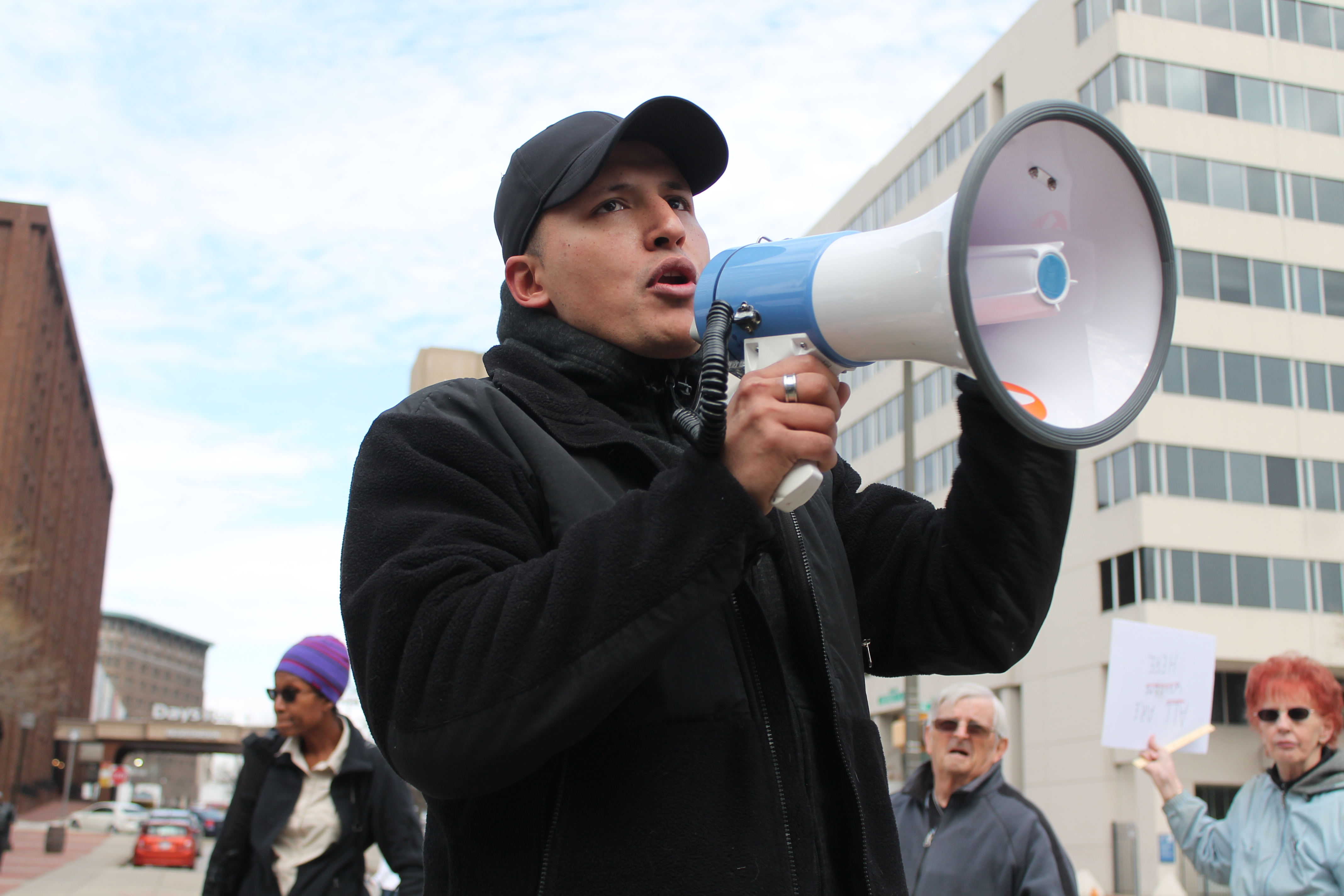

喊话器（英語：megaphone, loudhailer, bullhorn, blowhorn），又稱声音喇叭（英語：voice trumpet, speaking trumpet, hailing trumpet），粵語、閩南語俗稱大聲公，是一种手持的号筒扬声器，用于扩大使用者的讲话声音，以使讲话内容被更远或更多的人听见。
喊话器可分为原声喊话器（英語：acoustic megaphone）和电力喊话器（英語：electric megaphone）。前者主体部分仅包含一个喇叭，完全依靠声学效应扩大声音。后者除了喇叭还包含收声的麦克风和扩音的电子设备。